# Sindaci di Mineo
Elenco dei sindaci di Mineo.

## Sindaci (Regno di Sicilia 1735-1816)
| Periodo | Periodo | Primo cittadino         | Partito | Carica  | Note  |
| ------- | ------- | ----------------------- | ------- | ------- | ----- |
| 1795    | 1796    | Mario Tamburino Merlini |         | Sindaco |       |
| 1799    | 1800    | Santo Tamburino Salemi  |         | Sindaco | [ 1 ] |
| 1810    | 1811    | Marco Tamburino Salemi  |         | Sindaco | [ 2 ] |

## Sindaci (Regno delle due Sicilie 1816-1861)
| Periodo | Periodo | Primo cittadino                  | Partito | Carica  | Note  |
| ------- | ------- | -------------------------------- | ------- | ------- | ----- |
| 1795    | 1796    | Mario Tamburino Merlini          |         | Sindaco |       |
| 1799    | 1800    | Santo Tamburino Salemi           |         | Sindaco |       |
| 1810    | 1811    | Marco Tamburino Salemi           |         | Sindaco |       |
| 1824    |         | Francesco Sturzo (o Sturso)      |         | Sindaco |       |
| 1829    |         | Giacomo Tamburino Russo          |         | Sindaco |       |
|         | 1840    | Giuseppe Morgana                 |         | Sindaco |       |
| 1840    | 1843    | Antonio Maria Bellone            |         | Sindaco | [ 3 ] |
| 1843    | 1845    | Pietro Nicolò Tamburino Gaudioso |         | Sindaco | [ 4 ] |
| 1850    | 1850    | Giuseppe Tamburino Gulizia       |         | Sindaco | [ 5 ] |
| 1855    |         | Francesco Spadaro                |         | Sindaco |       |

## Sindaci (Stato di Sicilia 1848-1849)
| Periodo | Periodo | Primo cittadino | Partito | Carica  | Note |
| ------- | ------- | --------------- | ------- | ------- | ---- |
| 1848    | 1849    | Ruggero Settimo |         | Sindaco |      |

## Sindaci (Regno d'Italia 1861-1925)
| Periodo | Periodo | Primo cittadino            | Partito | Carica  | Note                      |
| ------- | ------- | -------------------------- | ------- | ------- | ------------------------- |
| 1869    | 1872    | Francesco Spadaro Ferreri  |         | Sindaco |                           |
| 1872    | 1875    | Luigi Capuana              |         | Sindaco |                           |
|         |         | Silvestro Simili           |         | Sindaco | in carica nel 1878 e 1880 |
| 1885    | 1888    | Luigi Capuana              |         | Sindaco |                           |
|         |         | Giuseppe Cirmeni           |         | Sindaco | in carica nel 1890 e 1894 |
| 1902    | 1910    | Giacomo Tamburino Muratori |         | Sindaco |                           |
|         |         | Salvatore Spadaro          |         | Sindaco | in carica nel 1905        |
| 1920    | 1923    | Vincenzo Ciancico          |         | Sindaco |                           |
| 1924    | 1925    | Croce Albertini            |         | Sindaco |                           |

## Podestà (1925-1945)
| Periodo | Periodo | Primo cittadino             | Partito | Carica  | Note |
| ------- | ------- | --------------------------- | ------- | ------- | ---- |
| 1924    | 1940    | Croce Albertini             |         | podestà |      |
| 1941    | 1944    | Alfredo Tamburino Tamburino |         | podestà |      |

## Sindaci (Repubblica Italiana, dal 1946)
| Periodo          | Periodo           | Primo cittadino            | Partito                     | Carica              | Note  |
| ---------------- | ----------------- | -------------------------- | --------------------------- | ------------------- | ----- |
| 1946             | 1949              | Emanuele Curti             |                             | Sindaco             |       |
| 1950             | 1953              | Carmelo Ballarò            |                             | Sindaco             |       |
| 1955             | 1955              | Giuseppe Tamburino Capuana |                             | Sindaco             |       |
| 1957             | 1959              | Modesto Sardo              |                             | Sindaco             |       |
| 1983             | 1988              | Patrizio Damigella         |                             | Sindaco             |       |
| 4 settembre 1988 | 18 dicembre 1989  | Agrippino Mangiarratti     | Democrazia Cristiana        | Sindaco             | [ 6 ] |
| 18 dicembre 1989 | 15 maggio 1990    | Patrizio Damigella         | Partito Comunista Italiano  | Sindaco             | [ 6 ] |
| 9 giugno 1990    | 21 dicembre 1990  | Giancarlo Manenti          |                             | Comm. straordinario | [ 6 ] |
| 28 gennaio 1991  | 23 settembre 1991 | Mario Salamanca            | Democrazia Cristiana        | Sindaco             | [ 6 ] |
| 1º luglio 1993   | 5 agosto 1993     | Biagio Tamburello          | Democrazia Cristiana        | Sindaco             | [ 6 ] |
| 3 ottobre 1993   | 21 novembre 1994  | Agrippino Severino         | Partito Socialista Italiano | Sindaco             | [ 6 ] |
| 6 dicembre 1994  | 30 novembre 1998  | Giuseppe Mirata            | -                           | Sindaco             | [ 6 ] |
| 30 novembre 1998 | 27 maggio 2003    | Giuseppe Mirata            |                             | Sindaco             | [ 6 ] |
| 27 maggio 2003   | 17 giugno 2008    | Giuseppe Castania          | Socialisti Italiani         | Sindaco             | [ 6 ] |
| 17 giugno 2008   | 13 giugno 2013    | Giuseppe Castania          | lista civica                | Sindaco             | [ 6 ] |
| 13 giugno 2013   | 10 giugno 2018    | Anna Aloisi                | lista civica                | Sindaca             | [ 6 ] |
| 10 giugno 2018   | in carica         | Giuseppe Mistretta         | lista civica                | Sindaco             | [ 6 ] |